# Jozef Geirnaert
Pour les articles homonymes, voir Geirnaert.
Jozef Geirnaert, né le 27 août 1790 à Eeklo, et mort le 20 mars 1859 à Gand, est un artiste peintre belge. Il est connu pour ses scènes de genre et ses portraits, mais il a également exécuté quelques sujets relevant de la peinture d'histoire et d'art sacré.

## Biographie
Jozef (Josephus Ludovicus) Geirnaert naît le 27 août 1790 à Eeklo en Flandre orientale. Il est le fils de Joannes Laurentius Geirnaert et de Maria Theresia Verhuyst. De 1806 à 1814, il est l'élève de Pierre Van Huffel à Gand, puis de Guillaume Herreyns à Anvers. 
Geirnaert ne tarde pas à revenir à Gand où il se perfectionne dans l'atelier de Joseph Paelinck. Au Salon de Gand de 1817, il expose deux œuvres religieuses et sa première scène de genre, une discipline dans laquelle il s'illustre ensuite largement. Au salon de Bruxelles de 1818, il propose : Un officier belge présentant à sa famille son compagnon d'armes qui lui a sauvé la vie et reçoit le premier prix. 
Le 20 mai 1825, Jozef Geirnaert épouse à Gand Marie Thérèse Pinnoy (1797-1866) et devient le professeur de son beau-frère Joseph Pinnoy (1808-1866). Parmi ses autres élèves, figurent : Edouard Wallays, Theodore-Bernard De Heuvel (1817-1906), Henri De Nobele (1811-1891), Séraphin De Vliegher (1806-1848), et Jacques Louis Godineau (1811-1873). 
Après quelques œuvres à caractère historique ou religieux, Jozef Geirnaert réalise également des portraits et des toiles dans le style troubadour où il met en scène des épisodes de l'histoire nationale ou de la vie des artistes d'autrefois. En 1830, Jozef Geirnaert s'installe à La Haye avant de revenir s'établir en Belgique en 1836.
Jozef Geirnaert meurt à l'âge de 68 ans à Gand, le 20 mars 1859,.

## Réception critique
Initialement, Geirnaert a représenté des pièces d'intérieur, au sens néo-classique et est donc considéré comme l'un des derniers adeptes de Jacques-Louis David. Cependant, lorsque le genre est devenu démodé, Geirnaert a progressivement évolué pour devenir un peintre de scènes de genre, inspirées  de la diversité quotidienne, des coutumes et des us de son temps. On ne retrouve présentées au prestigieux salon de Paris qu'à trois reprises des œuvres de Geirnaert. 
Le compte-rendu de l'exposition de Bruxelles de 1836 affirme : « La réputation de cet artiste gantois est dès longtemps établie à l'étranger qu'en Belgique. Une médaille d'or lui a été décernée dernièrement à l'exposition de Paris pour son tableau Une demande en mariage [...]. Déjà, en 1827, notre peintre avait obtenu une médaille d'or au Salon de Douai [...]. On connaît une foule de tableaux charmants de cet artiste. Il est un sujet surtout dont il a donné plusieurs variantes, c'est son Médecin hongrois, type qu'il affectionne et qu'il met toujours en scène avec sa figure expressive et son costume de docteur de campagne, moitié civil et moitié militaire. [...]. [Il expose] Le retour du pêcheur à Scheveningen : ce tableau est très bien composé, il est dessiné avec talent. Les gestes et les expressions en sont justes et vrais. Mais on peut lui reprocher, comme aux autres ouvrages que le même auteur a exposés cette année, une grande monotonie de couleur. Nous nous permettons cette critique un peu sévère à l'égard d'un artiste qui fait beaucoup d'honneur au pays, parce que le public nous a paru voir un signe de décadence dans ses dernières productions [...]. Le beau succès qu'il a obtenu au dernier Salon de Paris, où une médaille d'or lui a été décernée, où son tableau a été reproduit par la gravure, prouvait que notre peintre est dans toute la force de son talent. Nous pensons qu'il se sera mépris sur l'effet des expositions : il a modifié sa couleur, et, en voulant lui donner plus de transparence, il l'a rendue monotone. Cette erreur qui n'aura pas d'autre conséquence, n'empêche pas que ses tableaux ne soient encore au nombre des meilleurs de notre exposition ».
Selon Adolphe Siret, Geirnaert fut « le peintre à la mode, mais ne sut point tirer parti d'une situation que lui faisaient son talent et les circonstances. D'un caractère paisible, dépourvu d'ambition et ne vivant que pour son art, il se recueillit et s'absorba dans l'étude. Vers ses dernières années, il se livra tout entier au professorat [...]. Il avait rêvé de faire un voyage en Italie, mais il ne put réaliser son rêve ; Paris et quelques villes de la Hollande furent les seules villes qu'il visita. Geirnaert fut l'un des derniers représentants de l'école de David, et il comprit, en voyant l'essor qu'avait pris l'école d'Anvers sous l'impulsion de Wappers, que l'heure du repos avait sonné pour lui. Il fit quelques élèves qui rompirent bien vite avec les traditions qu'il respectait encore, et qui se rangèrent sous la bannière anversoise ».

## Œuvres
Sélection de tableaux et salons où les œuvres ont été présentées :
- 1817 : Marie-Madeleine dans une grotte, salon de Gand ;
- 1817 : La Sainte Famille, salon de Gand ;
- 1817 : Mendiant avec des pièces de monnaie dans son chapeau, salon de Gand ;
- 1818 : Un officier belge présentant à sa famille son compagnon d'armes qui lui a sauvé la vie, salon de Bruxelles ;
- 1818 : Portrait en pied d'un artiste dans son atelier, salon de Bruxelles ;
- 1818 : Portrait d'une demoiselle, salon de Bruxelles ;
- 1818 : Fermier endormi, salon de Bruxelles ;
- 1819 : La découverte de Moïse ;
- 1820 : Fermier souriant, salon de Malines ;
- 1821 : Intérieur rustique, présenté à Douai ;
- 1823 : Marchand de choux, salon de Gand ;
- 1824 : Un vieil homme qui montre à certains spectateurs une vitrine, présenté à Amsterdam ;
- 1825 : Un ivrogne conduit par sa femme et moqué par des enfants, présenté à Haarlem ;
- 1825 : Un marchand de fruits, présenté à La Haye ;
- 1825 : Jeune femme prenant son bain, présenté à La Haye ;
- 1825 : Deux Savoyards, présenté à La Haye ;
- 1826 : Une compagnie joyeuse, présenté à Amsterdam ;
- 1827 : Un malade révélant ses dernières volontés, présenté à Amsterdam ;
- 1828 : Un chasseur à l'auberge, présenté à Amsterdam ;
- 1828 : Visite chez le notaire ;
- 1830 : Un aveugle conduit par une fille, présenté à Amsterdam ;
- 1830 : Une jeune cuisinière, présenté au salon de Bruxelles ;
- 1833 : Un chasseur, présenté à Douai, puis à Valenciennes ;
- 1835 : Demande en mariage, salon de Paris
- 1835 : Vente après une saisie judiciaire, huile sur toile, 104 × 132 cm, Musée des Beaux-Arts de Gand[4] ;
- 1836 : Un médecin hongrois visitant un enfant malade, salon de Paris ;
- 1836 : Le retour du pêcheur à Scheveningen, présenté à Bruxelles, puis à Rotterdam (1840) ;
- 1839 : Enfants qui s'amusent à faire des bulles de savon, salon de Bruxelles ;
- 1841 : Polichinelle, présenté à Amsterdam ;
- 1844 : Liquidation du domaine, présenté à Amsterdam ;
- 1844 : École des enfants, présenté à Rotterdam ;
- 1845 : Jan Steen avec le peintre Jan Van Goyen, salon de Paris ;
- 1845 : La bienfaisance de la duchesse de Chartres, salon de Bruxelles ;
- 1848 : Une salle intérieure, présenté à Amsterdam ;
- 1849 : La consultation, salon d'Anvers ;
- 1850 : Le peintre et son modèle ;
- 1851 : Le maître d'école, présenté à la Haye.

## Galerie

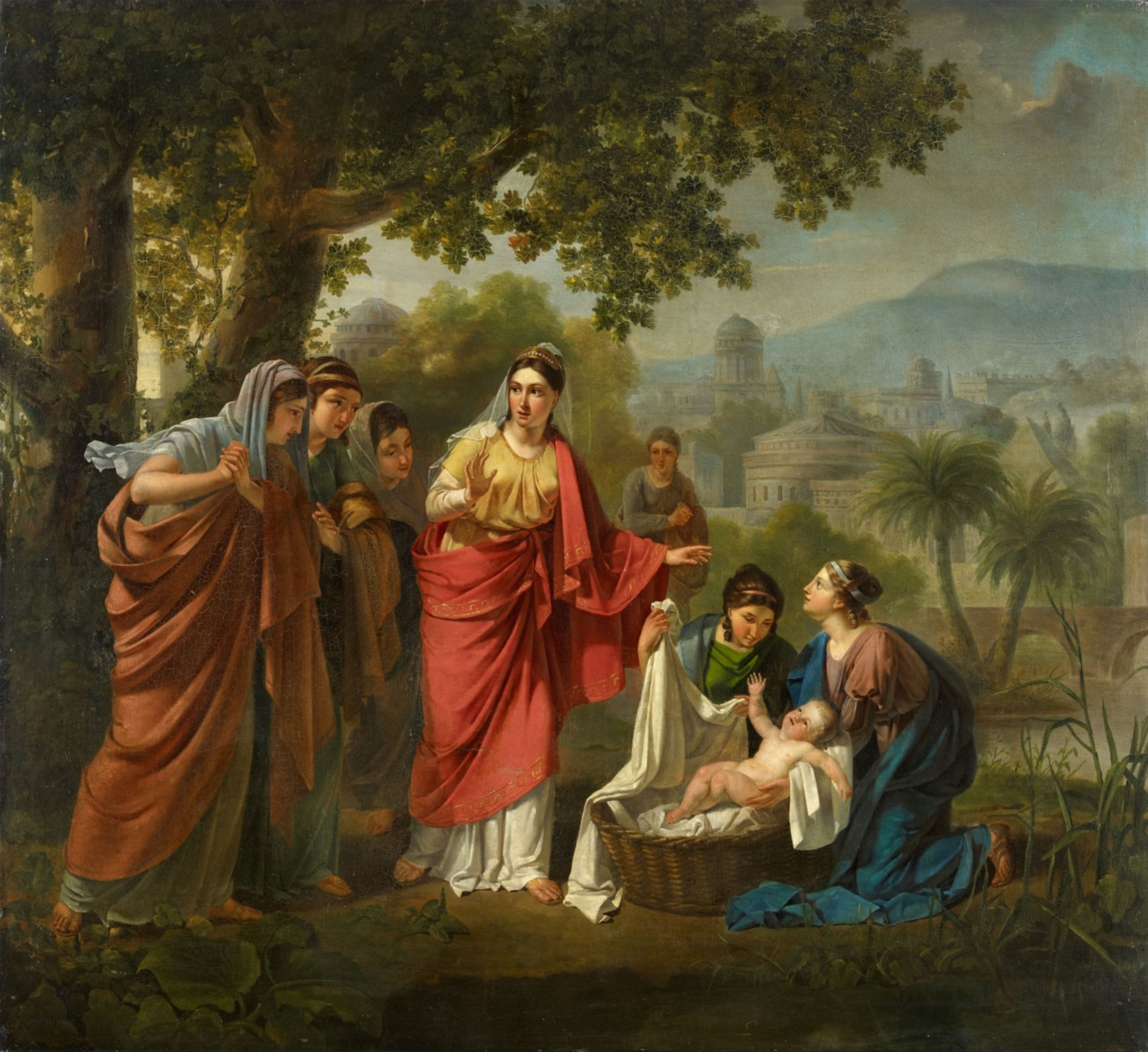
La Découverte de Moïse (1819).
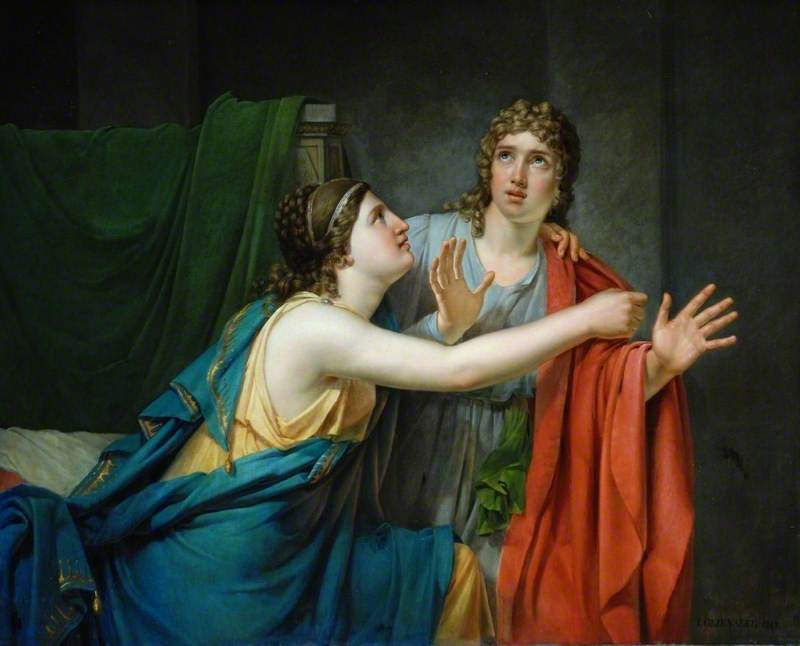
Phèdre et Hippolyte (1819).
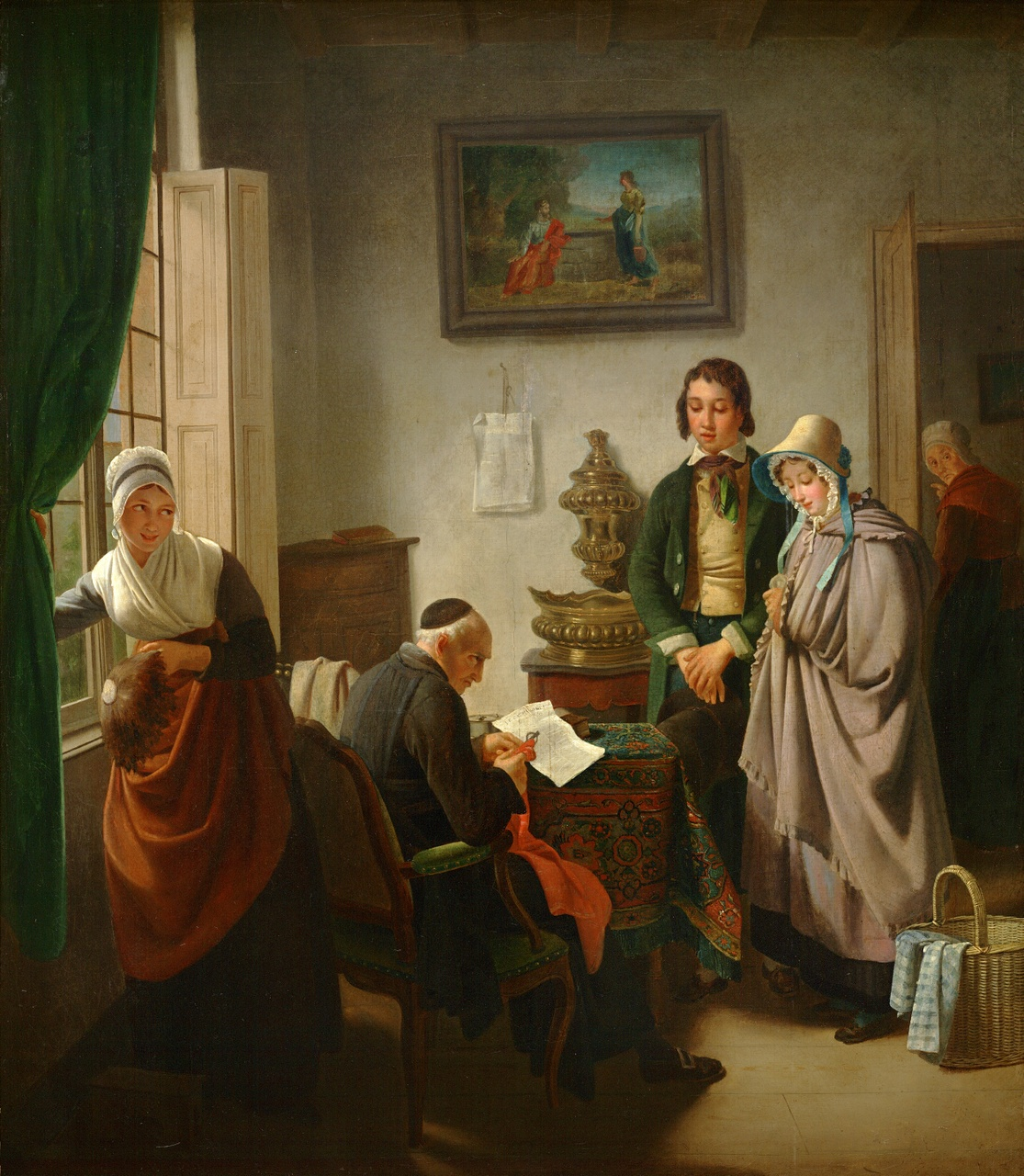
Visite chez le notaire (1828).
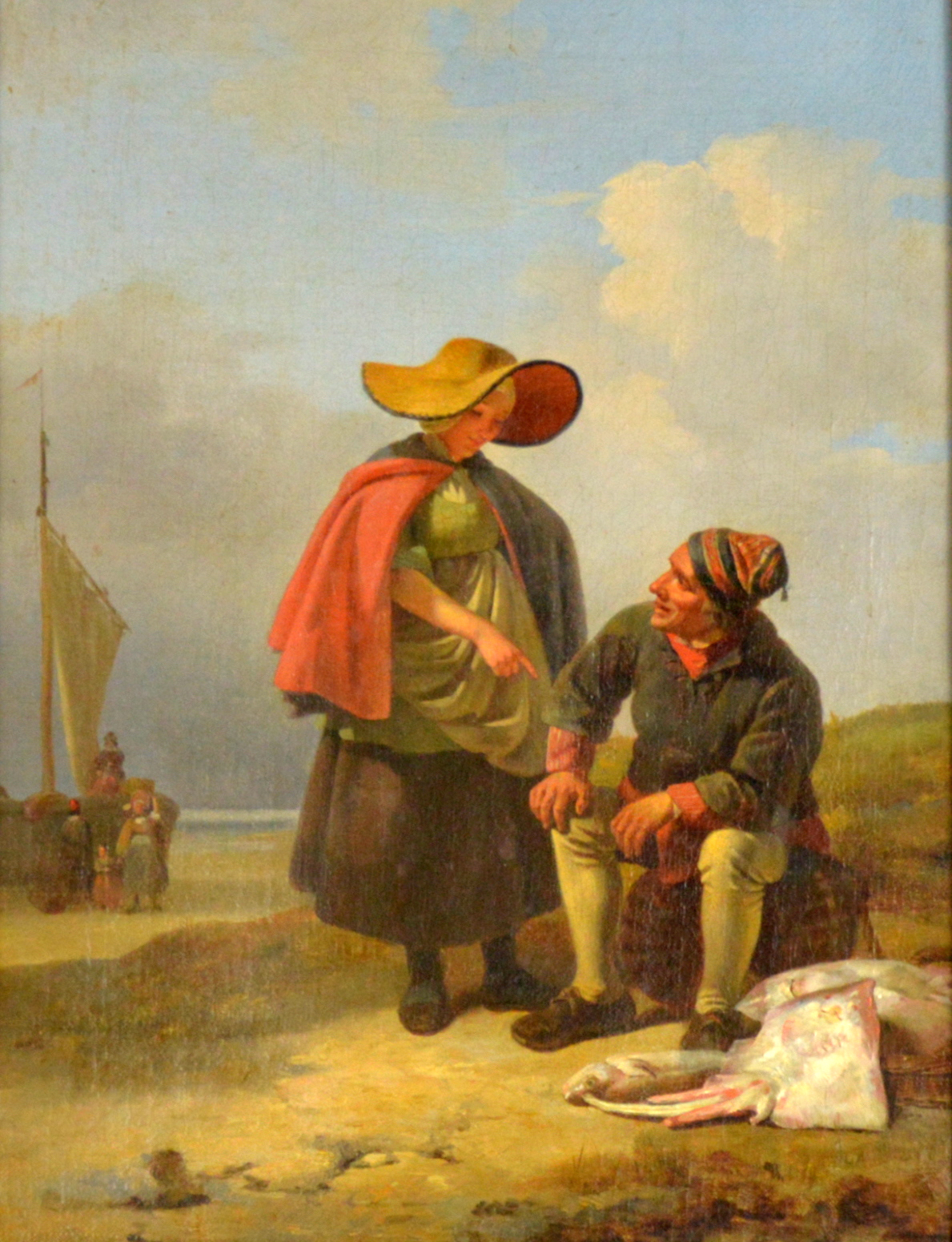
Le Marchand de poissons et une femme.
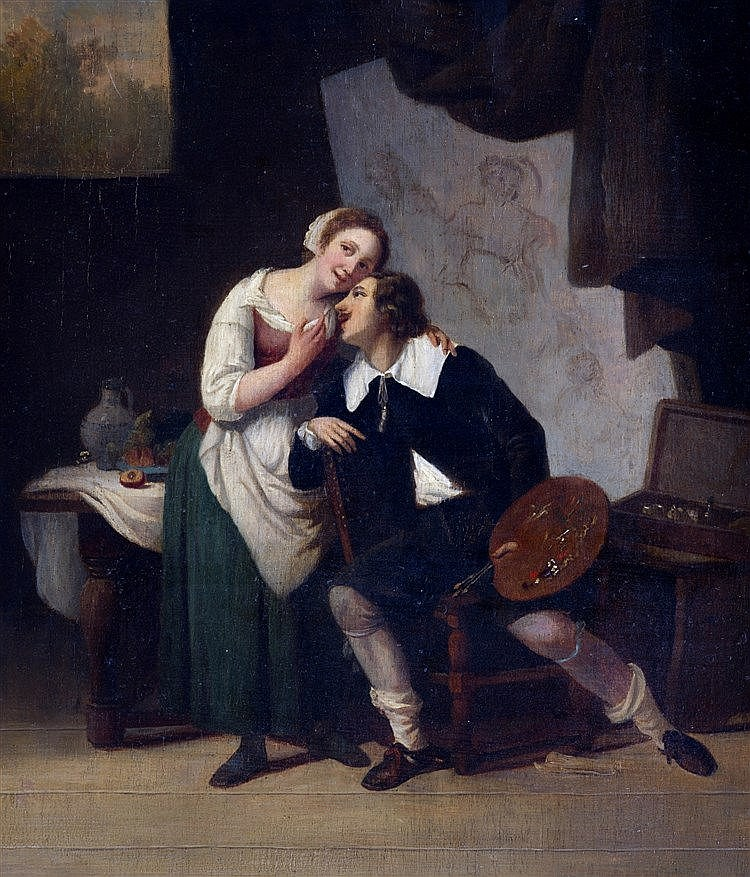
Le Peintre et son modèle (1850).

## Honneur
- Chevalier de l'ordre de Léopold (10 octobre 1856)[5].